# Medalla Deportiva Australiana
La Medalla Deportiva Australiana fue un premio otorgado durante el 2000 para reconocer los logros del deporte australiano.
Entre los premiados se incluían los competidores, entrenadores, científicos de deportes, jefes de oficina, y personas que mantienen los servicios e instalaciones deportivas. Cerca de 18 000 medallas fueron otorgadas.

## Descripción
- La medalla es circular y hecha de níquel-plata con un acabado pulido de alta calidad. El diseño del anverso simboliza el deporte Australiano que presenta las estrellas de la Cruz del Sur, y las líneas representan la pista de atletismo en el Estadio Deportivo Australiano.
- El reverso presenta las mismas líneas que el anverso que simboliza la pista de atletismo, con las palabras "para conmemorar el logro deportivo de Australia" que aparecen en el borde elevado de la medalla. El reverso también está marcado con el año '2000'.
- La medalla está suspendida de una cinta de 32 mm por una pieza de conector y un anillo. Los colores de la cinta son los colores deportivos nacionales de Australia verde y amarillo.

## Historia
El primer ministro anunció la creación de la Medalla de Deportiva Australiana el 31 de diciembre de 1998.
Esta medalla conmemorativa fue creada para reconocer los logros deportivos australianos. La medalla reconocía a un grupo de australianos que, de diferentes maneras, contribuyeron al éxito deportivo de la nación. Los que la recibieron eran antiguos competidores, entrenadores, científicos deportivos, jefes de oficinas y personas que mantenían instalaciones y servicios deportivos.
La Medalla de Deportiva Australiana fue establecida formalmente el 23 de diciembre de 1999 por la Patente de Letras.

## Cómo se otorgaba
La Medalla Deportiva Australiana era otorgada por el Gobernador-General.
La mayoría de las medallas era presentada a las personas después de su nombramiento por parte de la comunidad deportiva. Los máximos organismos deportivos reconocidos o financiados por la Comisión Australiana de Deportes recibían cuotas de acuerdo con una fórmula basada en el número de sus competidores registrados. Todos los parlamentarios australianos podían hacer nominaciones.
Las medallas fueron progresivamente otorgadas durante el año 2000.
La Medalla de Deportiva Australiana no conlleva un derecho post-nominal.

## Beneficiarios
La Medalla Deportiva Australiana ha sido otorgada a varios deportistas notables entre ellos:
- Sr. Gary Ablett
- Willie Carne. Por su contribución a la posición internacional de Australia en el deporte de la liga de rugbi
- Cathy Freeman
- Rod Laver
- Tim Macartney-Snape. Por su servicio al montañismo.[4]
- James Hardy (marinero). Por ser un marinero Olímpico Australiano y líder de la Copa América